# Anus jezik
Anus jezik (koroernoes, koru, ISO 639-3: auq), jezik ribarskog naroda Anus koji se govori na indonezijskom dijelu Nove Gvineje, istočno od rijeke TOR u pokrajini Papui.
Anus pripada podskupini sarmi, široj sjevernonovogvinejskoj skupini zapadnooceanijskih jezika. 320 govornika (2005 SIL).

## Vanjske poveznice
- Ethnologue (14th)
- Ethnologue (15th)